# Sitalçay
Sitalçay è un comune dell'Azerbaigian situato nel distretto di Xızı. Conta una popolazione di 1 234 abitanti.